# Sierra de Cubitas
Pour les articles homonymes, voir Sierra.
Sierra de Cubitas est une municipalité de Cuba dans la province de Camagüey. La plus grande ville est Sola ; il y a aussi une ville, plus petite, appelée Cubitas.

## Géographie

### Situation
La ville est à 54 km nord de sa capitale de province Camagüey et 562 km sud-est de La Havane.

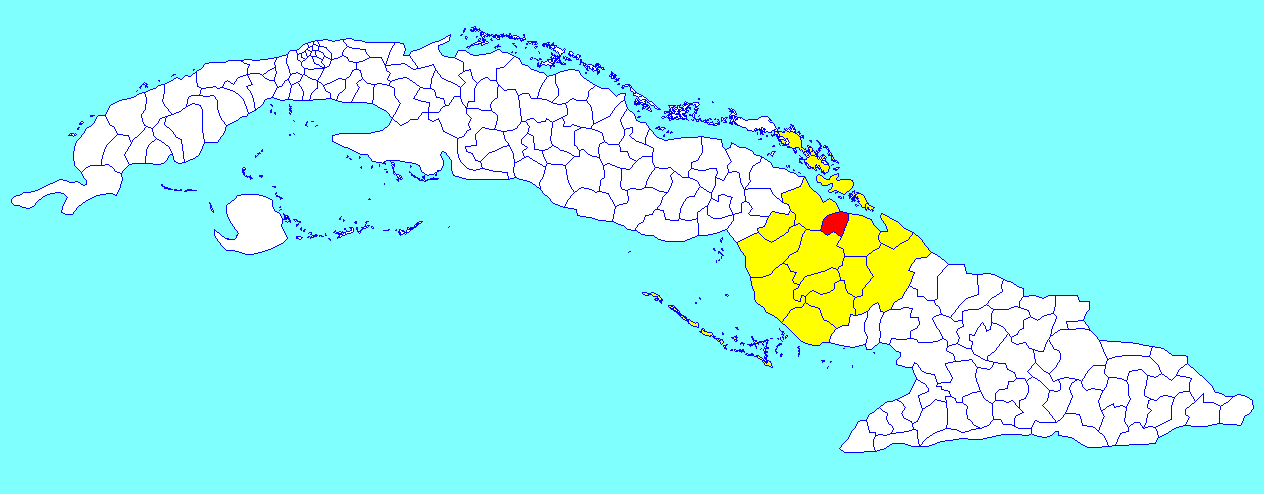
Municipalité de Sierra de Cubitas dans la province de Camagüey

### Divisions administratives
Sierra de Cubitas a cinq consejos populares : Cubitas, Sola 1, Sola 2, La Gloria et Vilató.

## Population
En 2022 la population de la municipalité est estimée à 17 942 habitants. Pour une surface de 566,4 km2, la densité est de 31,68 habitants/km².